# Torrivaara

Torrivaara är en ort i Gällivare kommun, Norrbottens län. I juni 2025 fanns enligt Ratsit 2 personer över 16 år registrerade med Torrivaara som adress.